# Sami Jo
Jane Annette Jobe, conhecida pelo nome artístico Sami Jo (Batesville, Arkansas, 9 de maio de 1947) é uma uma cantora norte-americana de música country.

## Carreira
Sami foi criada em uma família religiosa em Batesville, e começou a cantar na rádio local aos 3 anos de idade, além de participar de concursos de beleza durante a época escolar. Aos 19 anos se mudou para Dallas, onde ela adquiriu o apelido de "Sam" de um companheiro de quarto, que finalmente se transformou em "Sami Jo ".
Sami Jo tornou-se mais conhecida por seu single 1974 "Tell Me a Lie ", que alcançou a posição nº 21 no Top Pop 40 daquele no mesmo ano. Apesar do sucesso inicial, Sami Jo não conseguiu outro grande sucesso em sua carreira. Em 1975, após a MGM South ser fundida a MGM Records, Sami Jo teve um single ("I'll Believe Anything You Say") na #62 da parada Billboard. Quando a MGM Records foi incorporada à Polydor Records, Sami continuou a gravar para a nova etiqueta, e conseguiu dois hits menores  ("God Loves Us" e "Take Me To Heaven") em 1976, trabalhando com Jimmy Bowen, seu produtor.
Ela assinou contrato com a Elektra/Asylum em 1981 com seu ex-produtor Jimmy Bowen. Apesar de suas gravações serem produzidas por Bowen, nenhum dos seus singles tiveram exito. Em 1983, a gravadora foi incorporada pela sua controladora, a Warner Bros Records. Ela trabalhou então com o produtor Jim Ed Norman (mais conhecido por seu trabalho com Anne Murray) em um remake de Brenda Lee, "Emotions". Ela também gravou algumas faixas para o selo Southern Tracks. "Tell me a lie" foi regravada por Janie Fricke em 1983, e se transformou a música no hit No. 1 Country. 
Posteriormente, sua carreira musical terminou e fundou duas lojas na cidade de Tulsa. Ela tem um filho, Tony, e um neto, Maximus. 

## Discografia[2]

### Álbuns
- 1974 - It Could Have Been Me -  (LP, Álbum) - MGM South Records

### Singles
- 1972 - Big Silver Angel

- 1972 - I Think I Love You Again

- 1973 - Tell Me A Lie

- 1973 - Stay Where You Are

- 1974 - It Could Have Been Me (7")